# Armeniens Davis Cup-lag
Armeniens Davis Cup-lag styrs av Armeniens tennisförbund och representerar Armenien i tennisturneringen Davis Cup, tidigare International Lawn Tennis Challenge. Armenien debuterade i sammanhanget 1996, och nådde kvartsfinal i Europa-Afrikazonens Grupp II 2001.